# Tabulae amalphitanae
Les Tabulae amalfitanae (conegudes també com a Tabula Amalphitana , Tabula de Amalpha o Taules amalfitanes), el títol original de les quals en Llatí era Capitula et ordinationes Curiae Maritimae nobilis civitatis Amalphe, era un codi marítim redactat a Amalfi a mitjans del segle xi. Es tracta del més antic estatut marítim italià, vigent durant diversos segles en tota l'àrea del mar Mediterrani. Les Tabulae amalfitanae contenien diverses normes que reglamentaven el tràfic, el comerç i el comportament en el mar dels membres d'una tripulació, atribuint a cadascun els seus específics drets i deures.

## Descripció
El codi està compost de 66 articles o "capítols": els 21 primers, escrits en Llatí, són la secció més antiga del codi i estan datats al segle xi, mentre els 45 restants, escrits en llengua vulgar, van ser afegits successivament al llarg del segle xiii. El text de les Tabulae ha arribat als nostres dies per mitjà de les còpies manuscrites sobre paper ordenades pels nobles amalfitans de l'època, copiades originalment d'una versió primitiva que ja no existeix. El 1929 el govern italià va comprar a Àustria una d'aquestes còpies (en el passat propietat del dux venecià Marco Foscarini), per després lliurar-la a Amalfi; el document es encara conserva al museu cívic de la ciutat, albergat dins del palau comunal.